# Берёзовка (приток Дисны)
Берёзовка (бел. Бярозаўка) — река в Белоруссии, правый приток Дисны. Протекает в Глубокском и Шарковщинском районах Витебской области.
Длина реки — 53 км. Площадь водосбора 721 км². Среднегодовой расход воды в устье 4,6 м³/с. Средний наклон водной поверхности 0,7 ‰.
Река вытекает из озера Подлужное на северных окраинах города Глубокое. В верхнем течении Берёзовка течёт в пределах Свенцянской возвышенности, ниже по Полоцкой низменности.
Генеральное направление течения — север и северо-запад. Верхнее течение проходит по Глубокскому району, нижнее течение проходит по Шарковщинскому району. Притоки — Аржаница, Маргва (левые); Добрыловка, Стукановка (правые).
На берегах реки стоит несколько деревень, крупнейшие из них Папшичи, Удело (Глубокский район); Саутки, Беляки, Радюки (Шарковщинский район).
Долина Берёзовки до впадения Маргвы трапециевидная, на остальном протяжении узкая, шириной 0,5-3 км. Пойма преимущественно двусторонняя, шириной 50 м — 0,5 км. Русло канализировано в течение 1 км в верхнем течении и 1,5 км около д. Юльяново Шарковщинского р-на; на остальном протяжении извилистое, ширина его 14-16 м в верхнем течении и 20-30 м в нижнем.
Берёзовка впадает в Дисну у деревни Александрово в пяти километрах к востоку от центра посёлка Шарковщина.